# Migoïdeus
Els migoïdeus (Migoidea) són una superfamília d'aranyes migalomorfes, que està constituïda per dues famílies:
- Els mígids (Migidae)
- Els actinopòdids (Actinopodidae)